# Trevor Rabin
Trevor Charles Rabin (n. 13 ianuarie 1954) este un muzician sud-african, cel mai cunoscut ca chitarist, vocalist și textier pentru trupa britanică de rock progresiv Yes din 1983 până în 1994, iar de atunci compozitor de muzică de film.

## Discografie

### Albume
Cu Rabbitt
- Boys Will Be Boys (1975)
- A Croak and A Grunt in the Night (1977)
- Morning Light (1977, maxi single)
- 1972–1978: Limited Souvenir Edition (1978, EP)

Cu Yes
- 90125 (1983)
- 9012Live: The Solos (1985, live album)
- Big Generator (1987)
- Union (1991)
- Talk (1994)

Albume solo
- Beginnings (1977) (reissued in 1978 as Trevor Rabin)
- Face to Face (1979)
- Wolf (1980)
- Can't Look Away (1989)
- Live in LA (2003)
- 90124 (2003)
- Jacaranda (2012)